# 2 złote 1995 Sum
2 złote 1995 Sum – okolicznościowa moneta o nominale dwóch złotych z serii Zwierzęta Świata, wprowadzona do obiegu 12 czerwca 1995 r.

## Awers
Na tej stronie umieszczono godło – orła w koronie, po obu jego stronach rok 1995, dookoła napis: „RZECZPOSPOLITA POLSKA”, na dole napis: „ZŁ 2 ZŁ”, po bokach orła widnieją stylizowane flagi państwowe, pod łapą orła znak mennicy w Warszawie.

## Rewers
Na tej stronie monety znajduje się wizerunek suma pływającego wśród wodnej roślinności, glonów i trzciny, pod którymi umieszczono napis: „SUM – Silurus glanis”, a z prawej strony, pod sumem, a nad glonami, monogram projektanta.

## Nakład
Monetę bito w Mennicy Państwowej, w miedzioniklu, na krążku o średnicy 29,5 mm, masie 10,8 grama, z rantem naprzemiennie gładkim i ząbkowanym, w nakładzie 300 000 sztuk, według projektów:
- Ewy Tyc-Karpińskiej (awers) i
- Roussanki Nowakowskiej (rewers).

## Opis
Dwuzłotówka była drugą monetą obiegową z wizerunkiem okolicznościowym wprowadzoną do obiegu po przeprowadzeniu denominacji złotego w styczniu 1995 r. Parametry dwuzłotówki takie jak masa, średnica i materiał z jakiego została wykonana, są identyczne z parametrami monet okolicznościowych okresu przeddenominacyjnego.
Jest ona kontynuacją serii monet Zwierzęta Świata, a pierwszą monetą podenominacyjną tej serii.
Moneta jest jedną z sześciu dwuzłotówek okolicznościowych okresu podenominacyjnego wybitych w miedzioniklu a nie w stopie nordic gold.

## Powiązanie
Z identycznym rysunkiem rewersu Narodowy Bank Polski wyemitował monetę kolekcjonerską w srebrze Ag925, o nominale 20 złotych, średnicy 38,61 mm, masie 31,1 grama, z rantem gładkim.